# Mislea (okręg Prahova)
Mislea – wieś w Rumunii, w okręgu Prahova, w gminie Scorțeni. W 2011 roku liczyła 1910 mieszkańców.